# موسى مبارك
موسى مبارك لاعب كرة قدم بحريني سابق وحاليا مدرب كرة قدم. يتولى حاليا مهام تدريب الحد الذي ينافس في الدوري البحريني الممتاز من 2021.

## المسيرة الرياضية كلاعب
لعب مبارك في الرفاع الشرقي في خط الوسط.

## المسيرة الرياضية كمدرب
قبل بداية موسم 2018-2019 تعاقد الحد مع مبارك ليعمل مساعدا للمدرب محمد المقلة. خلال موسمه الأول مع الحد فقد ساهم في احتلاله المركز الرابع في الدوري الممتاز والحصول على مركز الوصيف في بطولة كأس ملك البحرين بعد الخسارة من الرفاع 1-2. أما في بطولة كأس الاتحاد البحريني فقد خرج الحد من الدور الأول.
قبل بداية موسم 2019-2020 تم انهاء عقد المقلة والتعاقد مع محمد الشملان ليكون مدربا للحد واستمرار مبارك معه. على الرغم من انتشار جائحة فيروس كورونا في منتصف الموسم إلا أن الحد توج ببطولة الدوري الممتاز بفارق نقطة واحدة عن وصيفه المحرق وذلك من خلال حسم الأمور في الجولة الأخيرة من البطولة حيث استطاع الحد أن يحقق 13 فوز وتعادلين و3 خسائر. أما في كأس ملك البحرين فقد اكتفى باحتلال المركز الثاني بعدما خسر في المباراة النهائية من المحرق بهدف نظيف. وفي كأس الاتحاد البحريني فقد احتل الحد المركز الأول في المجموعة الأولى برصيد تسع نقاط من أربع مباريات وبعدها خسر في الدور النصف النهائي من المحرق مجددا 1-3 ليودع منافسات هذه البطولة.
في 6 نوفمبر 2020 تم تعيين مبارك مدربا للمالكية الصاعد حديثا إلى الدوري الممتاز لمدة موسم واحد فقط. في أولى تجاربه التدريبية في الدوري الممتاز فشل مبارك في تثبيت بقاء المالكية حيث احتل المركز التاسع قبل الأخير برصيد 13 نقطة وبالتالي العودة سريعا إلى الدرجة الأولى وكذلك في كأس ملك البحرين فقد خرج المالكية من الدور الثمن النهائي بعد الخسارة من النجمة 1-2. وفي بطولة كأس الاتحاتد البحريني فقد ساهم في وصول المالكية إلى الدور النصف النهائي حيث خسر من الرفاع الشرقي بركلات الترجيح.
في 16 يونيو 2021 تم تعيين مبارك مدربا للحد لمدة موسم واحد.

## الإنجازات
- مساعد مدرب
  - الحد
    - الدوري الممتاز (1): 2019-20

## إحصائيات تدريبية
آخر تحديث 5 نوفمبر 2021.
| الفريق   | من            | إلى            | السجل | السجل | السجل | السجل | السجل   | المصدر |
| الفريق   | من            | إلى            | لعب   | فاز   | تعادل | خسر   | % الفوز | المصدر |
| -------- | ------------- | -------------- | ----- | ----- | ----- | ----- | ------- | ------ |
| المالكية | 5 نوفمبر 2020 | 9 مايو 2021    | 22    | 3     | 9     | 10    | 013٫64  |        |
| الحد     | 21 يونيو 2021 | 28 سبتمبر 2021 | 3     | 0     | 1     | 2     | 000٫00  |        |
| المجموع  | المجموع       | المجموع        | 25    | 3     | 10    | 12    | 012٫00  |        |